# Catarina Eufémia
 (novembre 2018).
Si vous disposez d'ouvrages ou d'articles de référence ou si vous connaissez des sites web de qualité traitant du thème abordé ici, merci de compléter l'article en donnant les références utiles à sa vérifiabilité et en les liant à la section « Notes et références ».
Catarina Efigénia Sabino Eufémia, née à Baleizão (Beja) le 13 février 1928 et morte à Monte do Olival (Baleizão, Beja) le  19 mai 1954, était une jeune paysanne journalière portugaise. 
Elle est assassinée le 19 mai 1954 au cours d'une grève d'ouvrières agricoles revendiquant des augmentations de salaire ainsi qu'une amélioration de leurs conditions de travail, par le lieutenant Carrajola, membre de la Garde Nationale Républicaine. Elle devient un symbole de résistance contre le régime salazariste et sa figure est souvent évoquée lors des célébrations du 1er mai et de celle du 25 avril 1974 (Révolution des Œillets).

## Biographie
Âgée de vingt-six ans, analphabète, Catarina Eufémia a trois enfants.

### Assassinat
Le 19 mai 1954, en pleine période de moisson du blé, Catarina Eufémia ainsi que treize autres journalières s'adressent à l'intendant de la propriété dans laquelle elles travaillent pour réclamer une augmentation de salaire de deux escudos par jour. Leurs collègues hommes sont initialement défavorables à ce que les femmes constituent un groupe contestataire, mais ils finissent par ne pas s'opposer à leur action. À elles seules les quatorze femmes parviennent à faire pression sur l'intendant qui se rend à Beja pour faire appel au propriétaire et à la garde nationale.
Catarina Eufémia est choisie par ses collègues pour porter leurs revendications. À l'une des questions du lieutenant de la garde nationale, Catarina aurait répondu que tout ce qu'elles voulaient c'était « du travail et du pain ». En guise de réponse elle reçoit une gifle qui l'envoie au sol. En se levant, elle aurait déclaré : « maintenant tuez-moi ». Le lieutenant tira trois balles qui lui brisèrent les vertèbres,. Catarina Eufémia ne serait pas morte sur le coup, mais quelques minutes plus tard, dans les bras de son propre patron (arrivé entre-temps). Il la retire de la mare de sang dans laquelle elle gît, et déclare : « Oh monsieur le lieutenant, vous avez tué une femme, mais que faites-vous donc ? »
L'enfant que Catarina tenait au bras fut blessé lors de sa chute. Une autre paysanne aurait été également blessée.
Selon l'autopsie, Catarina est touchée par « trois balles, tirées à bout portant suivant la trajectoire suivante : de gauche à droite, du bas vers le haut, et légèrement de l'arrière vers l'avant, le canon de l'arme se trouvant contre le corps de la victime. L'agresseur devait se trouver derrière la victime à sa gauche ». Toujours selon le rapport d'autopsie, Catarina Eufémia était « de taille moyenne (1,65 m) très pâle de peau, brune, aux yeux marron, de système musculaire peu développé ».

### Enterrement et répression policière
Après l'autopsie, craignant la réaction de la population, les autorités décident d'organiser les funérailles de manière confidentielle et avancent d'une heure la cérémonie par rapport à l'horaire annoncé. Lors de l'évacuation discrète du corps, le peuple court vers le cercueil avec des cris de protestation, et les forces de police répriment violemment la foule, s'en prenant non seulement aux membres de la famille de la défunte, mais également à d'autres ouvriers agricoles de Baleizão, ainsi qu'à de simples habitants de Beja qui voulaient assister à l'enterrement. Le cercueil est finalement acheminé à la hâte, sous escorte policière, non pas au cimetière de Baleizão, mais à Quintos (le village de son mari cantonnier António Joaquim do Carmo, surnommé « O Carmona ») à environ dix kilomètres de Baleizão. Vingt ans plus tard, en 1974, ses restes ont finalement été transférés à Baleizão.
À la suite des troubles de l'enterrement, neuf paysans ont été accusés d'outrage à l'autorité ; la plupart d'entre eux ont été condamnés à deux ans d'emprisonnement avec sursis. Le lieutenant Carrajola a été transféré à Aljustrel, mais n'a jamais été jugé par un tribunal. Il est mort en 1964.

## Postérité

### Dans la poésie
Sophia de Mello Breyner, Carlos Aboim Inglez, Eduardo Valente da Fonseca, Francisco Miguel Duarte, José 4ème. Carlos Ary dos Santos, Maria Luísa Méchant Palma et António Vicente Campinas lui ont dédié des poèmes. Le poème de Vicente Campinas Cantar Alentejano a été mis en musique par Zeca Afonso sur l'album Cantigas de maio, édité durant Noël 1971,,.

### Icône communiste
En faisant d'elle une légende de la résistance anti-fasciste, le Parti communiste portugais aurait falsifié certains détails de la vie et de la mort de Catarina Eufémia. Il a notamment prétendu que Catarina était une militante du Parti communiste portugais, membre du comité local de Baleizão, depuis 1953, ce qui n'est pas avéré. Le choix de Catarina comme porte-parole des journalières aurait même été influencé par le fait qu'elle ne soit pas suspectée d'être communiste. De plus, Mariana Janeiro, une militante communiste, plusieurs fois emprisonnée par la PIDE, a toujours rejeté l'hypothèse selon laquelle Catarina aurait été au service du parti. Ces déclarations vont à l'encontre de celles d'António Gervásio, l'ancien leader du PCP dans l'Alentejo, qui affirme quant à lui que Catarina était bien membre du comité local du PCP de Baleizão depuis 1953. L'Union démocratique populaire a également tenté de s'approprier l'action militante de Catarina (bien que l'UDP n'ait émergé qu'en 1974, elle a tenté de récupéré Catarina comme l'un des exemples de ligne communiste non-stalinienne et communiste non-interclassiste qui a précédé l'Union démocratique populaire et de son précurseur, le PC-R). L'UDP a même érigé un petit monument à sa mémoire qui a été détruit par les partisans du PCP le 23 mai 1976. La famille de Catarina, en particulier ses enfants, ont quant à eux soutenu, ou bien adhéré à l'UDP. L'UDP et le PCP continuent de se disputer la mémoire de Catarina. Car selon des proches, si elle n'était pas une militante communiste. Catarina aurait été cependant fortement politisée et sympathisante communiste convaincue.

### Grossesse présumée
On a également affirmé que Catarina Eufémia était enceinte de quelques mois au moment de son assassinat. Cette information viendrait des autres journalières, à qui Catarina aurait révélé sa grossesse. Lors de l'autopsie, la population de Baleizão s'est rassemblée près de la cathédrale de Beja, à quelques mètres de l'hôpital de la Miséricorde, clamant de désespoir et d'indignation : « Il ne s'agit pas d'une mais de deux morts ». Cependant, Henrique Pinheiro, le médecin légiste qui l'autopsia, a affirmé à de nombreuses reprises et ce même après la Révolution de 1974, que les allégations de grossesse étaient fausses.
L'un de ses enfants âgé de huit mois lors de son assassinat, s'engage à l'âge adulte dans la lutte contre le régime salazariste, et devint une icône de la résistance dans l'Alentejo.